# Karl von Amira
Karl Konrad Ferdinand Maria von Amira (8. marts 1848 i Aschaffenburg – 22 juni 1930 i München) var en tysk retslærd.
von Amira blev 1874 privatdocent i München, 1875 ordentlig professor i Freiburg im Breisgau, 1893 i München. 1907 blev han medlem af Videnskabernes Selskab i København.
Allerede von Amiras første skrifter – Das altnorwegische Vollstreckungs-Verfahren (1874) og Erbenfolge und Verwandschafts-Gliederung nach den alt-niederdeutschen Rechten (1874), – var bårne af den opfattelse, for hvilken han på en æggende og opsigtsvækkende måde slog til lyd i sin berømte tiltrædelsestale ved Universitetet i Freiburg Ueber Zweck und Mittel der germanischen Rechtsgeschichte (1876) med dens henvisning til Jacob Grimm, dens betoning af filologiens og historiens værd for retshistorien og fremhæven af de nordiske retskilders indgribende betydning for opfattelsen af retsinstitutterne.
Hans hovedværk Nordgermanisches Obligationenrecht, I Altschwedisches Obligationenrecht (1882) II Westnordisches Obligationenrecht (1895), tillige et af 19. århundredes monumentale arbejder indenfor retshistorien, er bygget på denne metode. I en lang række større og mindre skrifter, afhandlinger og anmeldelser har von Amira fortsat sine undersøgelser, ofte med polemisk stejlhed og styrke.
Hans kultur- og kunsthistoriske interesser har givet sig litterære udslag i Thierstrafen und Thierprocesse (1891), Die Dresdener Bilderhandschrift des Sachsenspiegels I (1902), Die Genealogie der Bilderhandschriften des Sachsenspiegels (1902), Die Handgebärden in den Bilderhandschriften des Sachsenspiegels (1905), Der Stab in der germanischen Rechtssymbolik (1909), Die Wadiation (1911) o. a.
I sit Grunddriss des germanischen Rechts (i Hermann Pauls Grundriss der germanischen Philologie 1893, 3. oplag 1913) har von Amira dokumenteret sin evne til at koncentrere et mægtigt stof i en kortfattet fremstilling. Hans Altschwedisches Obligationenrecht gav anledning til I.S. Landtmansons Svensk rättshistoria i utlandet (1883), en anmeldelse af en bog af Philipp Heck fremkaldte dennes Karl von Amira und mein Buch über den Sachsenspiegel (1907).